# علي القواسمي
علي إبراهيم غزال القواسمي (وُلد في عام 1940 في الخليل – ) صيدلي فلسطيني وأحد أعضاء حركة فتح، شغل منصب وزير وزارة المواصلات الفلسطينية في حكومتي ياسر عرفات الثانية والثالثة، ووزارة الشباب والرياضة في حكومة ياسر عرفات الرابعة. كما كان عضوًا في المجلس التشريعي الفلسطيني في الفترة 1996–2006 عن دائرة الخليل حيث حصل على 10,334 صوت، ورئيسًا للجنة إعمار الخليل في الفترة 1996–2016.